# Stepps Chess Club
Stepps Chess Club – szkocki klub szachowy z siedzibą w Stepps koło Glasgow, zwycięzca SNCL w 2020 roku.

## Historia
Klub powstał w 2013 roku poprzez połączenie Crowwood Chess Club i Shettleston Chess Club. Wielokrotnie wygrał rozgrywki lig Dunbartonshire, Lanarkshire oraz Glasgow. Występując pod nazwą Stepps Warriors, w 2017 roku awansował do Scottish National Chess League (SNCL), zajmując wówczas szóste miejsce. W 2019 roku klub uzyskał piątą pozycję. W sezonie 2019/2020 Stepps wygrał ligę SNCL. Skład drużyny stanowili wówczas m.in. Douglas M. Bryson, Chukwuka Allor, Graeme A. Nolan, Alex Gillies i William Hulme. W 2023 roku klub był szósty w lidze. Sezon 2023/2024 ukończono na czwartym miejscu.